# Lista över hovpredikanter i Svenska kyrkan
Lista över hovpredikanter i Svenska kyrkan.

## Hovpredikanter

### Gustav Vasa
| Ämbetstid | Namn                       | Levnadstid | Övrigt                                                   |
| --------- | -------------------------- | ---------- | -------------------------------------------------------- |
|           | Everhardus/Edzardus        |            |                                                          |
| 1526–1530 | Olaus Petri Wibberbonius   | –1541      | Senare kyrkoherde i Hedemora församling.                 |
| –1528     | Georgius Johannis          | –1539      | Senare kyrkoherde i Skänninge församling.                |
|           | Olaus Petri                | 1493–1552  | Senare kyrkoherde i Sankt Nikolai församling, Stockholm. |
| 1540      | Lars                       |            |                                                          |
| 1540      | Anders                     |            |                                                          |
| 1540–1541 | Petrus Caroli              | 1510–1587  | Senare biskop i Linköpings stift.                        |
| 1540      | Ericus Svenonis Hjort      | –1545      | Senare biskop i Skara stift.                             |
|           | Erik Falk                  | – 1570     | Senare biskop i Linköpings stift.                        |
|           | Nicolaus Canuti            | 1519–1576  | Senare biskop i Växjö stift.                             |
|           | Peder Swart                | –1562      | Senare biskop i Västerås stift.                          |
|           | Erik Pedersson Hwass       | –1560      | Senare biskop i Skara stift.                             |
|           | Ericus Petri               |            |                                                          |
|           | Johannes Nicolai Ofeegh    | –1574      | Senare biskop i Västerås stift.                          |
|           | Staffan                    | 1527–1617  |                                                          |
|           | Olaus Nicolai Helsingius   |            |                                                          |
|           | Ingelbertus Olai Helsingus | 1520–1602  | Senare kyrkoherde i Leksands församling.                 |

### Katarina Gustavsdotter (Stenbock)
| Ämbetstid | Namn                              | Levnadstid | Övrigt                                              |
| --------- | --------------------------------- | ---------- | --------------------------------------------------- |
| 1601–1608 | Christophorus Nicolai Gevaliensis | –1625      | Far till hovpredikanten Olaus Christophori Ursinus. |
|           | Johannes Jonae Husbyensis         |            |                                                     |
|           | Elias Olai Helsingus              |            |                                                     |
|           | Jonas Gudmundi                    |            |                                                     |
|           | Nicolaus Johannis Latovius        |            |                                                     |

### Magnus, hertig av Östergötland
| Ämbetstid | Namn               | Levnadstid | Övrigt                                         |
| --------- | ------------------ | ---------- | ---------------------------------------------- |
| 1575      | Andreas Magni      | –1675      |                                                |
| 1567      | Bartholdus Jonae   |            | Senare kyrkoherde i Steneby församling.        |
|           | Stephanus Haquini  |            | Senare kyrkoherde i Vreta klosters församling. |
| 1594–1595 | Laurentius Nicolai | 1565–1617  | Senare kyrkoherde i Vinnerstads församling.    |

### Cecilia Vasa
| Ämbetstid | Namn           | Levnadstid | Övrigt                                                         |
| --------- | -------------- | ---------- | -------------------------------------------------------------- |
|           | Michael Keuler | –1595      | Senare kyrkoherde i Tyska S:ta Gertruds församling, Stockholm. |

### Elisabet Vasa
| Ämbetstid | Namn         | Levnadstid | Övrigt                                                         |
| --------- | ------------ | ---------- | -------------------------------------------------------------- |
|           | Olaus Olai   | –1609      | Senare kyrkoherde i Riddarholmens församling, Stockholm.       |
|           | Vitus Börner | –1600      | Senare kyrkoherde i Tyska S:ta Gertruds församling, Stockholm. |

### Erik XIV
| Ämbetstid | Namn                     | Levnadstid | Övrigt                                                   |
| --------- | ------------------------ | ---------- | -------------------------------------------------------- |
|           | Olaus Canuti Helsingius  | 1520–1607  | Senare kyrkoherde i Stora Tuna församling.               |
|           | Petrus Mathiae           |            | Senare kyrkoherde i Nederluleå församling.               |
|           | Canutus Petri Gestricius | 1526–1610  | Senare kyrkoherde i Lena församling                      |
|           | Magnus Stigtomtensis     |            |                                                          |
|           | Martinus Olai Gestricius | –1585      | Senare biskop i Linköpings stift.                        |
|           | Olaus Petri Medelpadius  | –1598      | Senare kyrkoherde i Sankt Nikolai församling, Stockholm. |
|           | Josias Reisch            |            |                                                          |
|           | Jöran                    |            |                                                          |
|           | Joen Andersson           |            |                                                          |
|           | Iven                     |            |                                                          |
|           | Ericus Laurentii         |            | Senare kyrkoherde i Skellefteå församling.               |
|           | Laurentius Petri Gothus  | 1529–1579  |                                                          |
|           | Andreas Erici            |            |                                                          |

### Johan III
| Ämbetstid | Namn                          | Levnadstid | Övrigt                                                   |
| --------- | ----------------------------- | ---------- | -------------------------------------------------------- |
|           | Erasmus Nicolai Arbogensis    | 1530–1580  | Senare biskop i Västerås stift.                          |
| 1570–1573 | Martinus Laurentii            | –1612      | Senare kyrkoherde i Torps församling.                    |
| 1571      | Christophorus Laurentii       |            |                                                          |
|           | Georgius Marci                | 1540–1613  |                                                          |
| 1571      | Michael Olai                  |            |                                                          |
| 1574      | Nicolaus Nicolai              |            |                                                          |
| 1574      | Georgius Martini              |            |                                                          |
| 1570      | Olaus Stephani Bellinus       | 1545–1618  | Senare biskop i Västerås stift.                          |
|           | Petrus Ungius                 |            | Senare kyrkoherde i Hultsjö församling.                  |
|           | Salomon Birgeri               | 1544–1585  |                                                          |
| 1574      | Clemens Laurentii Gevalensis  | 1535–1597  | Senare kyrkoherde i Vadstena församling.                 |
|           | Ericus Olai Skepperus         | 1555–1620  | Senare kyrkoherde i Enköpings församling.                |
| 1576      | Johannes Andreæ Linderosensis | 1550–1600  | Senare kyrkoherde i Säby församling.                     |
|           | Birgerus Petri Wadstenius     | 1520–1595  | Senare kyrkoherde i Vreta Klosters församling.           |
|           | Jonas Johannis                |            |                                                          |
|           | Gregorius Jonæ                |            | Senare kyrkoherde i Askeby församling.                   |
|           | Nicolaus Olai                 |            |                                                          |
|           | Laurentius Eriui              |            |                                                          |
| 1576      | Johannes Nicolai              |            |                                                          |
|           | Ericus Erici Finlandus        | –1625      |                                                          |
|           | Sveno Laurentii               |            | Senare kyrkoherde i Rystads församling.                  |
|           | Christophorus Olai            |            |                                                          |
|           | Petrus Pauli                  | 1550–      | Senare kyrkoherde i Sankt Nikolai församling, Stockholm. |
|           | Ericus Svenonis Roslagius     | 1558–1628  |                                                          |
|           | Andreas Gris                  | –1629      | Senare kyrkoherde i Broddetorps församling.              |
|           | Gerhardus Jonæ                |            | Senare kyrkoherde i Skellefteå församling.               |
|           | Johannes Andreae              |            |                                                          |
|           | Johannes Eld                  | 1561–1603  | Senare kyrkoherde i Skeppsås församling.                 |
|           | Jonas Petri Nericius          | –1611      | Senare kyrkoherde i Skänninge församling.                |

### Katarina Jagellonica
| Ämbetstid | Namn                   | Levnadstid | Övrigt |
| --------- | ---------------------- | ---------- | ------ |
|           | Stanislaus Warsewitz   |            |        |
|           | Johannes Herbst        |            |        |
|           | Petrus Michaelis Fecht |            |        |
|           | Kloster-Lasse          |            |        |
|           | Nicolaus Mylonius      |            |        |

### Hertig Johan av Östergötland
| Ämbetstid | Namn                     | Levnadstid | Övrigt                                                  |
| --------- | ------------------------ | ---------- | ------------------------------------------------------- |
| 1600      | Andreas Erici Helsingius | –1649      | Senare kyrkoherde i Hagebyhöga församling.              |
| 1608      | Isaacus Erici            | 1576–1650  | Senare kyrkoherde i Östra Stenby församling.            |
| 1611      | Claudius Prytz           | 1585–1658  | Senare kyrkoherde i Sankt Olofs församling, Norrköping. |
| 1613      | Petrus Bjugg             | 1587–1656  | Senare biskop i Viborgs stift.                          |

### Anna Vasa
| Ämbetstid | Namn                   | Levnadstid | Övrigt                                |
| --------- | ---------------------- | ---------- | ------------------------------------- |
| 1588–1592 | Olavus Clarevallensis  | 1560–1639  | Senare kyrkoherde i Horns församling. |
|           | Johan Babatius         |            |                                       |
|           | Johannes Salaemontanus |            |                                       |

### Sigismund
| Ämbetstid | Namn                   | Levnadstid | Övrigt |
| --------- | ---------------------- | ---------- | ------ |
|           | Petrus Salaemontanus   |            |        |
|           | Johannes Magni         |            |        |
|           | Nicolaus Servius       |            |        |
|           | Andreas Stalerus       |            |        |
|           | Fabian Quadrantinus    |            |        |
|           | Sigismundus Erenhoffer |            |        |
|           | Justus                 |            |        |
|           | Adam Steinbalius       |            |        |
|           | Suca                   |            |        |
|           | Andreas Olai           |            |        |
|           | Petrus Laterna         |            |        |

### Karl IX
| Ämbetstid | Namn                       | Levnadstid | Övrigt                                  |
| --------- | -------------------------- | ---------- | --------------------------------------- |
|           | Andreas                    |            |                                         |
|           | Christophorus              |            |                                         |
|           | Carolus Petri Hedemorensis |            |                                         |
| 1599      | Johannes/Hans              |            |                                         |
| 1602      | Olaus                      |            |                                         |
| 1605      | Johannes                   |            |                                         |
| 1607–1613 | Christophorus Petri        | –1613      |                                         |
| 1614–1622 | Haquinus Jacobi            | –1652      | Senare kyrkoherde i Undenäs församling. |

### Hovpredikanter i Bro kungsgård
| Ämbetstid | Namn                             | Levnadstid | Övrigt                                 |
| --------- | -------------------------------- | ---------- | -------------------------------------- |
| 1575–     | Nicolaus Svenonis Brunius        | –1611      | Senare kyrkoherde i Ölme härad.        |
| 1580–1583 | Canutus Christophori Norcopensis | –1600      | Senare kyrkoherde i Arvika församling. |
| 1593      | Olaus                            |            |                                        |

### Övriga hovpredikanter hos Hertig Karl
| Ämbetstid | Namn                          | Levnadstid | Övrigt                                                  |
| --------- | ----------------------------- | ---------- | ------------------------------------------------------- |
|           | Björn Canuti                  |            |                                                         |
| 1598      | Laurentius                    |            |                                                         |
|           | Matthias Marci Molitaeus      |            |                                                         |
|           | Ericus Erici Helsingius       |            |                                                         |
|           | Olau Olai                     |            |                                                         |
|           | Johannes Erici Salamontanaeus |            |                                                         |
|           | Jonas Arvidi Gevaleiensis     |            |                                                         |
|           | Ericus Brynolphi Tilaceus     |            |                                                         |
|           | Hans Matthiæ                  | 1570–1637  | Senare kyrkoherde i Sankt Olofs församling, Norrköping. |
|           | Laurentius Andreae Vermlandus |            |                                                         |
|           | Isak Rothovius                | 1572–1652  | Senare biskop i Åbo stift.                              |
|           | Ericus Olai Anthelius         |            |                                                         |
|           | Theodoricus Micronius         |            |                                                         |
|           | Sveno Jonae Moderus           |            |                                                         |
|           | Jonas Germundi Palma          |            |                                                         |
|           | Petrus Erici Roslagius        |            |                                                         |
|           | Nicolaus Jacobi Bothniensis   | 1578–      |                                                         |
|           | Petrus Andreae                |            |                                                         |
|           | Henricus Edvardi Zynthius     |            |                                                         |
|           | Johannes Wattrangius          |            |                                                         |

### Kristina av Holstein-Gottorp
| Ämbetstid | Namn                       | Levnadstid | Övrigt                               |
| --------- | -------------------------- | ---------- | ------------------------------------ |
|           | Olaus Erici Lerboensis     |            |                                      |
| 1612–     | Jacobus Halvardi Sandelius | 1581–1623  | Senare kyrkoherde i Röks församling. |
| 1618–     | Laurentius Olai Wallius    | 1588–1638  | Senare biskop i Strängnäs stift.     |
|           | Olaus Erici Moretus        | 1592–1628  |                                      |
|           | Johannes Falckius          |            |                                      |
|           | Anders                     |            |                                      |
|           | Petrus Jonæ Helsingius     | 1592–1663  |                                      |

### Johan Kasimir av Pfalz-Zweibrücken
| Ämbetstid | Namn                      | Levnadstid | Övrigt                                     |
| --------- | ------------------------- | ---------- | ------------------------------------------ |
| 1620–     | Israel Jonae Grubb        | –1634      | Senare kyrkoherde i Floda församling.      |
| 1623–1626 | Nicolaus Andreæ Juringius | 1590–1653  | Senare kyrkoherde i Jönköpings församling. |
| 1620–1630 | Philippus Bononius        | 1593–1669  | Senare kyrkoherde i Locknevi församling.   |
| 1639–1645 | Andreas Hornerus          | 1607–1670  | Senare kyrkoherde i Fornåsa församling.    |
| 1640–     | Marcus Erici              | 1606–1661  | Senare kyrkoherde i Täby församling.       |
|           | Petrus Gudmundi           |            |                                            |

### Gustav II Adolf
| Ämbetstid | Namn                           | Levnadstid | Övrigt                                    |
| --------- | ------------------------------ | ---------- | ----------------------------------------- |
|           | Johannes Rudbeckius            | 1581–1646  | Senare biskop i Västerås stift.           |
| 1616–     | Johannes Bothvidi              | 1575–1635  | Senare biskop i Linköpings stift.         |
|           | Johannes Thomae Carolstadius   | –1628      | Senare kyrkoherde i Floda församling.     |
|           | Simon Olai Nauclerus           | 1570–1638  | Senare kyrkoherde i Enköpings församling. |
|           | Daniel Sudercopensis           |            |                                           |
|           | Petrus Magni                   |            |                                           |
| 1624–1628 | Johannes Rothbom               | –1633      |                                           |
| 1621–     | Jacobus Johannis Zebrozynthius | 1582–1642  | Senare biskop i Strängnäs stift.          |
|           | Johannes Olai Rolphus          |            |                                           |
|           | Ericus Fabricius               |            |                                           |
|           | Johannes Rotlaeben             |            |                                           |
|           | Birgerus                       |            |                                           |
|           | Laurentius Thor Billichius     |            |                                           |
|           | Jonas Hambraeus                |            |                                           |
|           | Samuel Hailand                 |            |                                           |
|           | Haquinus Laurentii Rhezelius   |            | Senare kyrkoherde i Torstuna församling.  |
| 1628–1630 | Andreas Johannis Prytz         | 1590–1655  | Senare biskop i Linköpings stift.         |
|           | Aron Zynthius                  | 1604–1631  |                                           |
|           | Johan/Hans Prytz               | 1598–1632  |                                           |
|           | Jacob Fabricius                | 1593–      |                                           |
|           | Segericus Nenzelius            |            |                                           |
|           | Gabriel Hollstenius            |            |                                           |

### Maria Eleonora av Brandenburg
| Ämbetstid | Namn                       | Levnadstid | Övrigt                                                     |
| --------- | -------------------------- | ---------- | ---------------------------------------------------------- |
|           | Jacob Tancken              | 1598–      |                                                            |
| 1637–1639 | Johannes Lothigius         | 1604–1668  | Senare kyrkoherde i Sankt Olofs församling, Norrköping.    |
|           | Johan Friedrich König      |            |                                                            |
|           | Nicolaus Repplerus         |            |                                                            |
|           | Olaus Christophori Ursinus |            | Son till hovpredikanten Christophorus Nicolai Gevaliensis. |
|           | Christopher Bezelius       | 1628–1689  | Senare kyrkoherde i Tyska församlingen, Stockholm.         |
|           | Georgius Gudmundi Dwan     | 1605–1647  |                                                            |

### Drottning Kristina
| Ämbetstid | Namn                         | Levnadstid | Övrigt                                              |
| --------- | ---------------------------- | ---------- | --------------------------------------------------- |
|           | Stephanus Gallius            |            |                                                     |
|           | Petrus Jonae Agrivilius      |            |                                                     |
|           | Nicolaus Andreae Holmingius  |            |                                                     |
|           | Johannes Sven Vivallius      |            |                                                     |
|           | Andreas Johannis Nycopensis  | 1595–1652  |                                                     |
|           | Samuel Hammarinus            |            |                                                     |
|           | Johannes Ifr. Westhius       |            |                                                     |
|           | Petrus Erici Steuchius       |            |                                                     |
|           | Erik Gabrielsson Emporagrius | 1606–      |                                                     |
| –1646     | Petrus Olai Wibyensis        |            |                                                     |
|           | Samuel Enander               | 1607–      |                                                     |
|           | Zacharias Klingius           | 1603–      |                                                     |
|           | Olaus Jonæ Skough            | 1604–1661  |                                                     |
|           | Thomas Laurentius Westenius  |            |                                                     |
|           | Petrus Dieterici Arenbechius | 1620–1673  | Senare kyrkoherde i Katarina församling, Stockholm. |
|           | Ericus Olai Enhornaeus       | 1606–      |                                                     |
|           | Johannes Brodinus            |            |                                                     |
|           | Johannes Baazius             |            |                                                     |
|           | Mathias Decenius             |            |                                                     |
|           | Johannes Jonæ Arhusius       | 1614–1688  |                                                     |

### Karl X Gustav
| Ämbetstid | Namn                         | Levnadstid | Övrigt                                                  |
| --------- | ---------------------------- | ---------- | ------------------------------------------------------- |
| 1650–1653 | Arvidus Rydelius             | 1620–1692  | Senare kyrkoherde i Sankt Olofs församling, Norrköping. |
|           | Arvidus Johansson Grundelius |            | Senare kyrkoherde i Vånga församling.                   |
| 1652–1658 | Henning Schütte              | 1620–1707  | Senare biskop i Kalmar stift.                           |
|           | Magnus Magni Nortman         | 1620–      |                                                         |
|           | Johannis Brendel             | 1610–      |                                                         |
|           | Abel Kock                    |            |                                                         |
| 1656–1659 | Jonas Erici Billovius        | 1615–1669  | Senare kyrkoherde i Örebro församling.                  |
|           | Johannes Sebastian Ihering   |            |                                                         |
|           | Andreas Helgonis Helgonius   |            |                                                         |
|           | Andreas Laurentii Edzbergius |            |                                                         |
|           | Johannes Volfgang Blavfelder |            |                                                         |
| 1654      | Samuel Petri Brask           | 1613–1668  | Senare kyrkoherde i Klara församling.                   |

### Hedvig Eleonora av Holstein-Gottorp
| Ämbetstid | Namn                       | Levnadstid | Övrigt                                                   |
| --------- | -------------------------- | ---------- | -------------------------------------------------------- |
|           | Magnus Johannis Pontin     | 1623–1691  | Senare biskop i Linköpings stift.                        |
|           | Elof Skragge               | 1617–1692  | Senare kyrkoherde i Hedemora församling.                 |
| 1662–1667 | Daniel Laurentii Helsingus | –1684      | Senare kyrkoherde i Leksands församling.                 |
|           | Bernhard Oelreich          | 1626–1686  | Senare superintendent i Bremen-Verden.                   |
| 1665–1668 | Olaus Andreae Bergius      | 1627–1692  | Senare kyrkoherde i Klara församling, Stockholm.         |
| 1665–     | Martinus Blockius          | –1675      | Senare kyrkoherde i Riddarholmens församling, Stockholm. |
|           | Lars Krook                 | –1700      | Senare kyrkoherde i Värnamo församling.                  |
|           | Samuel Edh                 |            |                                                          |
| 1665      | Sveno Johannis Vatz        | 1638–      |                                                          |
|           | Erland Broman              |            |                                                          |
| 1668      | Matthias Joannis Wagner    | 1635–1693  |                                                          |
|           | Daniel Larsson Wallerius   | 1630–1689  | Senare biskop i Göteborgs stift.                         |
|           | Olof Svebilius             | 1624–1700  | Senare ärkebiskop i Uppsala stift.                       |
| 1669–1676 | Matthias Haquin Hernelius  | 1638–1677  | Senare superintendent i Livland.                         |
|           | Daniel Dusaeus             | 1641–      |                                                          |
| 1672–     | Daniel Hagelberg           | 1646–1676  |                                                          |
|           | Haquin Spegel              | 1645–1714  | Senare ärkebiskop i Uppsala stift.                       |
|           | Johan Henrik Gerdthen      |            |                                                          |
|           | Erland Dryselius           | 1641–1708  |                                                          |
|           | Daniel Unger               | 1647–1696  | Senare kyrkoherde i Katarina församling, Stockholm.      |
|           | Albertus Brandenburg       |            |                                                          |
|           | Sveno Johansson Svahn      |            |                                                          |
|           | Johannis Georgii Doraeus   | 1644–      |                                                          |
|           | Johannes Vultejus          | 1639–1700  |                                                          |
|           | Petrus Malmberg            | 1653–1710  |                                                          |
|           | Andreas Taijarden          | 1650–      |                                                          |
|           | Zacharias Esberg           | 1666–      |                                                          |
|           | Johannes Esping            | 1658–1726  | Senare kyrkoherde i Malms församling.                    |
|           | Lorentz Hagen              |            |                                                          |
|           | Petrus Gust. Ljungberg     | 1668–1726  |                                                          |
| 1699      | N. Vallerius               |            |                                                          |
|           | Petrus Olai Varnmark       | –1709      |                                                          |
|           | N. Lotsack                 |            |                                                          |
|           | Petrus Andr. Norn          | 1674–      |                                                          |
|           | Laurentius Molin           | 1657–      |                                                          |
|           | Petrus Dalborg             | 1675–      |                                                          |
|           | Nicolaus Barchius          | 1676–      |                                                          |
|           | Gustav Adolph Humble       |            |                                                          |
|           | Christoph Strauch          | 1682–      |                                                          |
|           | Johannes Ekendal           | 1668–      |                                                          |
|           | Carolus Caroli Wiström     |            |                                                          |
|           | Herman Verneri Witte       | 1666–      |                                                          |
|           | Johan Croel                | 1678–      |                                                          |
|           | Petrus Anzenius            | 1682–      |                                                          |

### Johan Kasimir av Pfalz-Zweibrücken
| Ämbetstid | Namn                       | Levnadstid | Övrigt                                        |
| --------- | -------------------------- | ---------- | --------------------------------------------- |
| 1645–1648 | Gabriel                    |            |                                               |
| 1636–     | Olaus Sunonis              | 1604–1680  | Senare kyrkoherde i Vimmerby stadsförsamling. |
|           | Laurentius Nicolaus Typæus | –1664      | Senare kyrkoherde i Kuddby församling.        |
|           | Daniel Heideman            |            |                                               |
|           | Georgius Nicol. Hjort      | 1639–      |                                               |
| 1669–1670 | Andreas Matthiae Himnelius | –1670      |                                               |
| 1674–1684 | Petrus Gustav Öijer        | 1650–1693  | Senare kyrkoherde i Ludgo församling.         |
|           | Laurentius Rimzelius       | –1694      |                                               |
| 1678–1680 | Samson Marci               | 1647–1691  | Senare kyrkoherde i Gryts församling.         |
| 1676–1680 | Sveno Montelius            | 1639–1696  |                                               |
| 1681–1690 | Petrus Nicolai Planæus     | 1652–1712  | Senare kyrkoherde i Dagsbergs församling.     |
|           | Laurentius Olai Croning    | 1652–      |                                               |

### Slottspredikanter påGripsholms slott
| Ämbetstid | Namn                    | Levnadstid | Övrigt |
| --------- | ----------------------- | ---------- | ------ |
|           | Johannes Bened. Colling | 1645–      |        |

### Maria Eufrosyne av Pfalz
| Ämbetstid | Namn                   | Levnadstid | Övrigt                             |
| --------- | ---------------------- | ---------- | ---------------------------------- |
|           | Laurentius John Preutz | 1630–1692  | kyrkoherde i Pedersörs församling. |

### Katarina av Pfalz-Zweibrücken (1661–1720)
| Ämbetstid | Namn        | Levnadstid | Övrigt                                  |
| --------- | ----------- | ---------- | --------------------------------------- |
| 1718–1722 | Samuel Dahl | 1682–1734  | Senare kyrkoherde i Fornåsa församling. |

### Karl XI
| Ämbetstid | Namn                       | Levnadstid | Övrigt                                    |
| --------- | -------------------------- | ---------- | ----------------------------------------- |
|           | Carolus Carlsson           | 1642–1708  | Senare biskop i Västerås stift.           |
|           | N. Dam                     |            |                                           |
|           | Gustaf Schilling           | 1640–      |                                           |
|           | Elaus Hossenius            |            |                                           |
|           | Peter Stiernman            |            |                                           |
|           | Simon Bask                 |            |                                           |
|           | Anders Båll                |            |                                           |
|           | Matthias Iser              | 1645–1725  | Senare biskop i Västerås stift.           |
|           | Lars E. Rahm               | 1646–      |                                           |
|           | Nils Dan. Lundeberg        |            |                                           |
|           | Samuel Wiraenius           | 1647–1703  |                                           |
|           | Lars And. Alstrinius       | 1650–      |                                           |
|           | Eric Tilaceus              | 1633–      |                                           |
|           | Georg Wallin               | 1644–1723  | Senare superintendent i Härnösands stift. |
| 1681–     | Erik Johan Huss            |            |                                           |
|           | Jacob Rattreij             |            |                                           |
|           | Martin Buller              | 1653–      |                                           |
|           | Simon Isogaeus             | 1643–1709  |                                           |
|           | Christian Scriver          |            |                                           |
|           | Gabriel Florén Ericsson    |            |                                           |
|           | Nils Kyronius              | 1662–1743  |                                           |
|           | Johan Schaefer             |            |                                           |
|           | Peter Larsson Corvin       |            |                                           |
|           | Fredrik Bagge              | 1646–      |                                           |
|           | Jesper Swedberg            | 1653–1735  |                                           |
|           | Johan Carlberg             | 1638–1701  |                                           |
|           | Christian Torner           | 1660–      |                                           |
|           | Samuel Ol. Huss            | 1674–      |                                           |
|           | Anders Lysing              | 1636–      |                                           |
|           | Nils Rabenius              | 1648–      |                                           |
|           | Henric Kolthoff            | 1653–      |                                           |
|           | Eric J. Herlinus           |            |                                           |
|           | Olof Berelius              |            |                                           |
|           | Lars Hansson Wesslander    | 1660–      |                                           |
|           | Johan Ingmarsson Thingvall | 1667–      |                                           |
|           | Lars Krook                 |            |                                           |
|           | Peter Johansson Berg       |            |                                           |

### Hovpredikanter vid Kungsör
| Ämbetstid | Namn                     | Levnadstid | Övrigt |
| --------- | ------------------------ | ---------- | ------ |
|           | Abraham Salmonius        |            |        |
|           | Johan Henriksson Möllner |            |        |
|           | Olof Spaak               | 1668–1692  |        |
|           | Lars Siljeström          |            |        |
|           | Johan Strömer            | 1666–      |        |

### Hovpredikanter vidStrömsholms slott
| Ämbetstid | Namn                    | Levnadstid | Övrigt |
| --------- | ----------------------- | ---------- | ------ |
|           | Johan H. Möller         |            |        |
|           | Samuel And. Nohrmoraeus |            |        |
|           | Olof Moraeus            | 1666–      |        |
|           | Lars Lahlin             | 1670–      |        |
|           | Daniel Boëthius         |            |        |
|           | Nils Larsson Sundel     | 1692–      |        |
|           | Johan Girelius          | 1699–      |        |

### Karl XII
| Ämbetstid | Namn                         | Levnadstid | Övrigt                                                |
| --------- | ---------------------------- | ---------- | ----------------------------------------------------- |
|           | Peter Classon Lampa          | 1667–      |                                                       |
|           | Martinus Bangelius           | 1667–1730  | Senare kyrkoherde i Gistads församling.               |
|           | Johan Börck                  | 1670–1714  | Senare kyrkoherde i Kungsholms församling, Stockholm. |
|           | Eric Aronius                 | 1664–      |                                                       |
|           | Sven Bengtsson Camén         | 1667–      |                                                       |
|           | Michaël Sollenius            |            |                                                       |
|           | Daniel Norlind               |            |                                                       |
|           | Johan M. Sandman             |            |                                                       |
|           | Johan Lars Wallander         |            |                                                       |
|           | Lars Siljeström              |            |                                                       |
|           | Samuel Törling               |            |                                                       |
|           | Johan N. Norlander           |            |                                                       |
|           | Jöran Andersson Nordberg     |            |                                                       |
|           | Magnus Aurivillius           | 1673–      |                                                       |
|           | Johan Schult                 | 1677–      |                                                       |
|           | Michael Eneman               | 1676–      |                                                       |
|           | Eric Löfgren                 | 1672–      |                                                       |
|           | Isac Lithovius               |            |                                                       |
|           | Carl Nilsson Sternell        |            |                                                       |
|           | Crispin Matthsson Insulander | 1660–      |                                                       |
|           | JOhan Possieth               |            |                                                       |
|           | Johan Hedenius               |            |                                                       |
|           | Christopher Tiburtius        |            |                                                       |
|           | Olof Nauclerus               |            |                                                       |
|           | Gustaf Kock                  |            |                                                       |
|           | Sven Wijkamn                 |            |                                                       |
|           | Nils Moëll                   |            |                                                       |
|           | Anders Ol. Rhyzelius         | 1677–      |                                                       |
|           | Olof Ol. Stiernman           | 1685–      |                                                       |
|           | Matthias Ekeroth             |            |                                                       |
|           | Magnus Abrahamsson Sahlstedt | 1686–      |                                                       |
|           | Herman Schröder              | 1676–      |                                                       |
|           | Cornelius Faxe               |            |                                                       |
|           | Marcus Klincke               | 1686–      |                                                       |
|           | Georg Lorich                 | 1693–      |                                                       |
|           | Lars Esseen                  | 1687–      |                                                       |
|           | Eric Siberg                  | 1688–      |                                                       |

### 1900-talet
| Ämbetstid | Namn               | Levnadstid | Övrigt      |
| --------- | ------------------ | ---------- | ----------- |
| 1898–1940 | Clemens Åhfeldt    | 1860–1941  | [ 1 ] [ 2 ] |
| 1899–1925 | Emil Gemzell       | 1847–1925  | [ 1 ] [ 2 ] |
| 1927–1931 | Carl Bergö         | 1868–1934  |             |
| 1939–1945 | Gustaf Bokander    | 1879–1949  | [ 3 ]       |
| 1941–1955 | Erik Bergman       | 1886–1970  | [ 3 ] [ 4 ] |
| 1949–1970 | Martin Zetterquist | 1897–1973  | [ 4 ] [ 5 ] |
| 1968–1974 | Hans Åkerhielm     | 1908–2003  | [ 5 ]       |
| 1970–1983 | Robert Murray      | 1908–2000  | [ 6 ]       |
| 1974–1990 | Yngve Iverson      | 1913–2005  | [ 6 ] [ 7 ] |
| 1983–1995 | Lars Arwén         | 1920–1995  | [ 7 ]       |